# Пенутійська макросім'я
Пенутійська макросім'я (англ. Penutian) — мовна макросім'я запропонована на початку XX століття Крьобером та Діксоном, надзвичайно проблематична і як ціле не визнається більшістю спеціалістів. В межах «пенутійського» об'єднання найімовірнішими є зв'язки між мовами клімат і молала, обидві з Орегону, і сахаптінськими мовами розташованими в Орегоні та Вашингтоні. Це об'єднання звуть «пенутійськими мовами Плато» (всього 4 мови). Ще одна група яку розглядають як достовірно споріднену це мовні сім'ї мівок (7 мов) та костаноанська (8 мов) — це об'єднання звуть ютійським. Всього в гіпотетичну «пенутійську» макрородину входить ще 9 мовних сімей окрім загадних:
- цимшіанська — 2 мови;
- шінукська — 3 мови;
- алтейська — 2 мови;
- мова сіуслау;
- кусська сім'я — 2 мови;
- такелма-калапуянська — 3 мови;
- війнтуанська — 2 мови;
- майдуанська — 3 мови;
- йокуцська — не менше 6 мов.

Сепір відносив до пенутійських також мову каюсе з Оре гону і мексиканські пенутійські — родину міхе-соке та мову уаве.